# Аббакумово (Петушинский район)
Аббакумово — деревня в Петушинском районе Владимирской области России. Входит в состав Пекшинского сельского поселения.

## География
Расположена на берегу реки Пекши в 12 км на юг от центра поселения деревни Пекши, в 17 км на восток от районного центра города Петушки, в 5 км на юго-восток от города Костерёва.

## История
В 1572 году смердом Иваном Плещеевым приложено было в Троицкий монастырь сельцо Абакумово. По писцовым книгам 1628 года в Абакумове значился двор монастырский пустой, 14 дворов крестьянских и 1 пустой.
В XIX — начале XX века входила в состав Липенской волость Покровского уезда Владимирской губернии, с 1921 года в составе Орехово-Зуевского уезда Московской губернии. В 1859 году в деревне числилось 38 дворов, в 1905 году — 63 двора, в 1926 году — 91 двор.
С 1929 года деревня являлась центром Аббакумовского сельсовета Петушинского района Московской области, с 1944 года в составе Владимирской области, с 1949 года в составе Липенского сельсовета, с 2005 года в составе Пекшинского сельского поселения.

## Население
| 1859 | 1905 | 1926 | 2002 | 2010 | 2021 |
| ---- | ---- | ---- | ---- | ---- | ---- |
| 206  | ↗406 | ↗426 | ↘35  | ↗50  | ↘40  |